# Cam Hải Tây
Cam Hải Tây là một xã thuộc huyện Cam Lâm, tỉnh Khánh Hòa, Việt Nam.
Xã Cam Hải Tây có diện tích 11,51 km², dân số năm 2007 là 6345 người, mật độ dân số đạt 551 người/km².